# Бекроним
Бекроним, се дефинише као обрнута скраћеница (енглеског бек „бацк, + акроним), односно, скуп речи који се користе за креирање скраћенице-акронима од познате речи која није акроним, неколико речи без акронима или акронима који има сасвим другачије значење.
Бекроним, представља обрнути, лажни акроним,супротан је акрониму: док се код акронима полази од низа речи и као резултат добија једна реч (акроним), код бекронима се полази од неке постојеће речи (често од акронима), која се реинтерпретира као акроним неког претпостављеног низа речи. Углавном се ради о жаргонским примерима. Такав је случај са енглеском речи wasp („оса“), где се WASP интерпретира као White Anglo-Saxon Protestant. Таква је и реинтерпретација акронима (алфабетизма) ИМТ (од Индустрија машина и трактора) у српском. Према једној од интерпретација, ИМТ је настало од „има Мујо трактор“, према другиој од „има мулац трактор“, а трећи тврде да је у питању „има мајмун трактор“, односно „имаш мастан трактор“. Неки, међутим, истичу да ова реч има економску, пословну конотацију, те да ИМТ „представља скраћеницу која се често спомиње у комуникацији пре него што се стигне до закључења посла “ са значењем „Има л’ мене ту?“.

## Разлика од акронима
Акроним је реч настала од почетних слова речи у фрази. Такође треба разликовати бекроним од „намерног акронима“, односно од речи која је изабрана истовремено са њеним вештачким декодирањем. На пример, назив програмског језика БАСИЦ (од енглеског басиц - „основни, почетни“), такође дешифрован као „Бегиннер’с Алл-пурпосе Симболиц Инструцтион Цоде“, је „намерни акроним“. За бекроним, реч са истим значењем мора постојати пре него што је измишљено њено декодирање.

## Области употребе
Стварање беронима је облик игре речи. Слична појава постоји у народној етимологији. Стварање беронима се понекад користи у мнемотехници да би се лакше запамтило оригиналну реч. Неки бекроними су креирани у хумористичке сврхе. Други се користе за стварање комерцијално атрактивног имена.
Откривање и креирање бекронима је уобичајена појава у хакерској заједници. Пример за то је појављивање у РФЦ 1639 акронима „ФООБАР“ као скраћенице за „ФТП Оператион Овер Биг Аддресс Рецордс“, што је бекроним за реч фообар, која се користи као метасинтаксичка варијабла.